# فولفيرست
فولفيرست (بالإنجليزية: Fulfirst)‏ هو أحد جبال سلسلة جبال الألب أبينزيل وجزء من القمة الأم غامسبيرغ يقع في كانتون سانت غالن, سويسرا. يبلغ ارتفاع الجبل حوالي 2384 متر، بينما يبلغ ارتفاع نتوء الجبل 219 متر.